# México en los Juegos Paralímpicos de Atenas 2004
México estuvo representado en los Juegos Paralímpicos de Atenas 2004 por un total de 77 deportistas, 41 mujeres y 36 hombres.

## Medallistas
El equipo paralímpico mexicano obtuvo las siguientes medallas:
| Nombre                 | Deporte                   | Evento                         |
| ---------------------- | ------------------------- | ------------------------------ |
| Oro                    |                           |                                |
| Estela Salas           | Atletismo                 | Peso F32-34/52/53 femenino     |
| Esther Rivera          | Atletismo                 | Jabalina F33/34/52/53 femenino |
| Salvador Hernández     | Atletismo                 | 100 m T52 masculino            |
| Édgar Navarro          | Atletismo                 | 200 m T51 masculino            |
| Saúl Mendoza           | Atletismo                 | 1500 m T54 masculino           |
| Mauro Máximo           | Atletismo                 | Peso F53 masculino             |
| Luis Alberto Zepeda    | Atletismo                 | Jabalina F54 masculino         |
| Doramitzi González     | Natación                  | 50 m libre S6 femenino         |
| Doramitzi González     | Natación                  | 100 m libre S6 femenino        |
| Doramitzi González     | Natación                  | 400 m libre S6 femenino        |
| Patricia Valle         | Natación                  | 50 m libre S3 femenino         |
| Patricia Valle         | Natación                  | 100 m libre S3 femenino        |
| Juan Ignacio Reyes     | Natación                  | 50 m espalda S4 masculino      |
| José Arnulfo Castorena | Natación                  | 50 m braza SB2 masculino       |
| Plata                  |                           |                                |
| Lucía Sosa             | Atletismo                 | 400 m T52 femenino             |
| Estela Salas           | Atletismo                 | Jabalina F33/34/52/53 femenino |
| Perla Bustamante       | Atletismo                 | Peso F42-46 femenino           |
| Salvador Hernández     | Atletismo                 | 200 m T52 masculino            |
| Aarón Gordián          | Atletismo                 | 5000 m T54 masculino           |
| Adrián Paz             | Atletismo                 | Jabalina F52-53 masculino      |
| Amalia Pérez           | Levantamiento de potencia | –48 kg femenino                |
| Patricia Valle         | Natación                  | 50 m mariposa S4 femenino      |
| Doramitzi González     | Natación                  | 50 m mariposa S6 femenino      |
| José Arnulfo Castorena | Natación                  | 150 m estilos SM3 masculino    |
| Bronce                 |                           |                                |
| Leticia Torres         | Atletismo                 | 200 m T52 femenino             |
| Leticia Torres         | Atletismo                 | 400 m T52 femenino             |
| Perla Bustamante       | Atletismo                 | Salto de longitud F42 femenino |
| Édgar Navarro          | Atletismo                 | Maratón T51 masculino          |
| Laura Cerero           | Levantamiento de potencia | –40 kg femenino                |
| Catalina Díaz          | Levantamiento de potencia | –67,5 kg femenino              |
| Doramitzi González     | Natación                  | 100 m espalda S6 femenino      |
| José Arnulfo Castorena | Natación                  | 50 m mariposa S4 masculino     |
| Pedro Rangel           | Natación                  | 100 m braza SB5 masculino      |
| Juan Ignacio Reyes     | Natación                  | 150 m estilos SM3 masculino    |